# Krakowski Szpital Reumatologii i Rehabilitacji
Szpital Reumatologii i Rehabilitacji – szpital w Krakowie mieszczący się przy ul. F. Focha 33.

## Szpitalne oddziały
- Stacjonarny oddział reumatologii
- Stacjonarny Oddział Rehabilitacji Narządu Ruchu
- Dzienny Oddział Rehabilitacji Narządu Ruchu

W szpitalu znajduje się ok. 51 łóżek.